# No es lo que parece (álbum)
No es lo que parece es el cuarto álbum de estudio del grupo argentino Los Caligaris. Se publicó en 2007. De este álbum surgen los éxitos «Kilómetros», «El Oasis», «Añejo W», «La Montaña», «Florentinos y Ferminas». 
El álbum cuenta con las colaboraciones de Chucho Parisi, Pity Álvarez y Rubinho Da Silva.
La canción «Añejo W» fue incluida en su EP en vivo Somos todos vivos con la participación de Big Javy de Inspector.

## Lista de canciones
| No es lo Que Parece |                                        |          |  |
| N.º                 | Título                                 | Duración |  |
| 1.                  | «Kilómetros»                           | 3:12     |  |
| 2.                  | «El Oasis»                             | 3:48     |  |
| 3.                  | «E.E.A. (con Gustavo "Chucho" Parisi)» | 3:22     |  |
| 4.                  | «Añejo W»                              | 5:04     |  |
| 5.                  | «Lástima que seas tan chica»           | 3:20     |  |
| 6.                  | «La Montaña (con Pity Álvarez)»        | 3:35     |  |
| 7.                  | «Entre el Bien y el Mal»               | 3:52     |  |
| 8.                  | «Hielo»                                | 2:33     |  |
| 9.                  | «Florentinos y Ferminas»               | 3:41     |  |
| 10.                 | «Cada Vez»                             | 3:17     |  |
| 11.                 | «Tudu Bem (con Rubinho Da Silva)»      | 3:34     |  |
| 12.                 | «Asado y Fernet»                       | 3:48     |  |
| 43:46               |                                        |          |  |